# Berry-au-Bac
Berry-au-Bac là một xã ở tỉnh Aisne, vùng Hauts-de-France thuộc miền bắc nước Pháp.